# Optimització de procés
L'optimització de procés és la disciplina d'ajustar un procés per tal d'optimitzar algun conjunt específic de paràmetres sense violar cap constricció. Els objectius més comuns són minimitzar el cost, maximitzant el rendiment i/o l'eficiència. Aquest és una de les principals eines quantitatives en la presa de decisions en la indústria.
Fonamentalment hi ha tres paràmetres que es poden ajustar:
Optimització de l'equipament
Procediment d'operacióL'automatització pot no ser una ajuda si els operaris prenen el control i fan funcionar la planta manualment.
Control d'optimitzacióEn una planta típica de processament hi pot haver centenars o milers controls de bucle, cadascun d'aquests és responsable del control d'una part del procés, com per exemple mantenir una temperatura, un nivell o un flux. El procediment de controlar contínuament i optimitzar la planta productiva sencera de vegades s'anomena supervisió de rendiment (performance supervision).